# 奥斯纳布罗克 (北达科他州)
奥斯纳布罗克（英語：Osnabrock），是美国北达科他州下属的一座城市。根据2010年美国人口普查，该市有人口134人。